# NGC 3705
NGC 3705 é uma galáxia espiral barrada (SBab) localizada na direcção da constelação de Leo. Possui uma declinação de +09° 16' 34" e uma ascensão recta de 11 horas, 30 minutos e 07,6 segundos.
A galáxia NGC 3705 foi descoberta em 18 de Janeiro de 1784 por William Herschel.